# Cantonul Montastruc-la-Conseillère
Cantonul Montastruc-la-Conseillère este un canton din arondismentul Toulouse, departamentul Haute-Garonne, regiunea Midi-Pyrénées, Franța.

## Comune
- Azas
- Bazus
- Bessières
- Buzet-sur-Tarn
- Garidech
- Gémil
- Lapeyrouse-Fossat
- Montastruc-la-Conseillère (reședință)
- Montjoire
- Montpitol
- Paulhac
- Roquesérière
- Saint-Jean-Lherm